# Gråsälsgrynnan, Korsnäs
Gråsälsgrynnan är en ö i Finland. Den ligger i Norra kvarken och i kommunen Korsnäs i den ekonomiska regionen  Vasa i landskapet Österbotten, i den västra delen av landet. Ön ligger omkring 35 kilometer sydväst om Vasa och omkring 370 kilometer nordväst om Helsingfors. 
Öns area är 1,4 hektar och dess största längd är 230 meter i nord-sydlig riktning.  Närmaste större samhälle är Korsnäs, 18,1 km söder om Gråsälsgrynnan.